# ハビエル・ドロラス
ハビエル・ドロラス（Javier Drolas、1972年 - ）はアルゼンチンの俳優。アートディレクターとしても活動している。

## 略歴
芸術家を目指し、国立プリリディアーノ・プエレドン美術学校で学んでいたが、1990年代初頭に俳優を目指すようになり、舞台でキャリアを積む。その後、テレビや映画にも出演するようになる。
俳優として短編映画に出演する一方、フリーの広告デザイナーとして生計を立てていた。
グスターボ・タレット監督と意気投合し、2004年に彼の短編映画『Medianeras』に主演、同作の長編映画化作品『ブエノスアイレス恋愛事情』（2011年）でも同じ役で主演する。
2010年にエクトル・オリヴェラ監督の自伝的作品『El Mural』で長編映画デビュー。
俳優として活動する一方、アートディレクターとして国内外の広告作品に関わっており、米国ホンダの広告にも参加している。

## 主な出演作品
- ブエノスアイレス恋愛事情 Medianeras (2011)